# Yellow Submarine (bài hát)
"Yellow Submarine" là ca khúc năm 1966 của The Beatles, được viết chính bởi Paul McCartney (ghi cho Lennon-McCartney) và do Ringo Starr trình bày. Ca khúc nằm trong album Revolver và sau đó được phát hành dưới dạng đĩa đơn cùng "Eleanor Rigby". Đĩa đơn đạt vị trí số 1 ở hầu hết các bảng xếp hạng, trong đó ở Anh nó giữ vững vị trí quán quân trong 4 tuần và có mặt trong bảng xếp hạng suốt 13 tuần. Sau đó, đĩa đơn được trao giải Ivor Novello cho "đĩa đơn bán chạy nhất ở Anh năm 1966".
Ca khúc này cũng trở thành nhan đề cho bộ phim năm 1968 của United Artists – Yellow Submarine – rồi sau đó là album nhạc phim cùng tên của The Beatles. Cho dù đây chỉ là một ca khúc dành cho thiếu nhi, "Yellow Submarine" lại được hát trong nhiều hoạt động xã hội cũng như chính trị khác nhau.

## Thành phần tham gia sản xuất
Theo Ian MacDonald
- Ringo Starr – hát chính, trống.
- Paul McCartney – hát nền, tiếng quát tháo, bass.
- John Lennon – hát nền, tiếng quát tháo, acoustic guitar.
- George Harrison – hát nền, sắc-xô.
- Mal Evans – hát nền, trống.
- George Martin – hát nền, sản xuất.
- Geoff Emerick – hát nền, kỹ thuật viên.
- Neil Aspinall – hát nền
- Alf Bicknell – hiệu ứng âm thanh (tiếng nói chuyện).
- Pattie Boyd – hát nền.
- Marianne Faithfull – hát nền.
- Brian Jones – hát nền, hiệu ứng âm thanh (tiếng cụng ly).